# Isola Bol'šoj Izvestnjakovyj
L'isola Bol'šoj Izvestnjakovyj (in russo Остров Большой Известняковый, ostrov Bol'šoj Izvestnjakovyj, in italiano "isola grande di calcare") è un'isola russa che fa parte dell'arcipelago di Severnaja Zemlja ed è bagnata dal mare di Kara.
Amministrativamente fa parte del distretto di Tajmyr del Territorio di Krasnojarsk, nel Distretto Federale Siberiano.

## Geografia
L'isola, che fa parte delle isole Izvestnjakovye, è situata nella parte occidentale dello stretto dell'Armata Rossa (пролив Красной Армии, proliv Krasnoj Armii), 500 m a sud dell'isola Komsomolec e 3 km a nord dell'isola della Rivoluzione d'Ottobre.
Bol'šoj Izvestnjakovyj in realtà è formata da due isole, separate da uno stretto di circa 300 m.

L'isola occidentale è lunga 6,9 km e larga 4,1 km; il territorio degrada da nord-est a sud-ovest, dai 69 m del punto più alto, alle coste piatte; non c'è ghiaccio, se non per una piccola area nel nord-est. Il punto più a ovest è conosciuto come capo Junost' (мыс Юность, mys Junost').

L'isola orientale è invece lunga 4,7 km e larga 2,75 km, e raggiunge un'altezza massima di 52 m.s.l.m. su una collina ghiacciata nel nord-est; le coste sono piatte ma nella parte meridionale raggiungono i 10 m; nella stessa zona scorre un piccolo ruscello.

## Isole adiacenti
- Isola Gorbatyj (остров Горбатый, ostrov Gorbatyj), a sud-est dell'isola orientale e a est di quella occidentale.
- Isola Kruglyj (остров Круглый, ostrov Kruglyj), a est dell'isola occidentale.
- Isola Poterjannyj (остров Потерянный, ostrov Poterjannyj), a sud dell'isola occidentale.